# Gabriel Gómez (Fußballspieler, 1959)
Gabriel Jaime Gómez Jaramillo (* 8. Dezember 1959 in Medellín) ist ein ehemaliger kolumbianischer Fußballspieler und -trainer. Der Mittelfeldspieler spielte 49-mal für die Nationalmannschaft und gewann vier kolumbianische Meisterschaften.

## Karriere

### Verein
Gabriel Gómez, auch als Barrabás bekannt, begann seine Profikarriere 1981 in seiner Heimatstadt bei Atlético Nacional und wurde in seiner Debütsaison kolumbianischer Meister. In seinem weiteren Karriereverlauf kamen noch 1988 eine Meisterschaft mit Millonarios FC und zwei weitere Meisterschaften bei seiner Rückkehr zu Atlético Nacional hinzu. Außerdem lief er noch für Independiente Medellín auf. 1994 beendete er bei Atlético Nacional seine Karriere.

### Nationalmannschaft
Gómez debütierte im Oktober 1985 in der Nationalmannschaft beim Qualifikationsspiel zur Weltmeisterschaft 1986 gegen Paraguay. Sein erstes großes Turnier spielte er bei der Copa América 1987, bei der er nur das Spiel um Platz 3 absolvierte. Beim 2:1-Sieg über Argentinien traf er in der 8. Spielminute zur 1:0-Führung und sicherte den Cafeteros den dritten Turnierplatz. Bei der Copa América 1989 und der Copa América 1993 bestritt er alle vier bzw. sechs Spiele Kolumbiens. Während Gómez mit seinem Team 1989 in der Gruppenphase ausschied, erreichte er 1993 erneut den dritten Turnierplatz. 
Gómez qualifizierte sich mit den Cafeteros für die Fußball-Weltmeisterschaft 1990 in Italien. Dort verhalf der Mittelfeldspieler seinem Team zum Erreichen des Achtelfinales, bei dem es gegen die Überraschungsmannschaft aus Kamerun mit 1:2 nach Verlängerung ausschied. Er bestritt alle vier Spiele. Bei der Fußball-Weltmeisterschaft 1994 schied Kolumbien nach der Gruppenphase aus, Gómez kam nur bei der 1:3-Niederlage im zweiten Spiel gegen Rumänien zum Einsatz. Vor dem dritten Spiel gegen den Gastgeber USA reiste er nach Morddrohungen von der Nationalmannschaft ab. Nach der Weltmeisterschaft bestritt er nur noch ein Länderspiel. Insgesamt lief er in 49 Spielen für Kolumbien auf und erzielte dabei zwei Tore.

### Trainer
Nur ein Jahr nach dem Ende seiner Spielerkarriere begann Gómez seine Trainerkarriere beim Envigado FC, bei dem er eine so erfolgreiche Saison absolvierte, dass ihm dies den Weg ebnete, Atlético Nacional zu trainieren. Mit diesem Team gewann er als Trainer die Copa Merconorte 1998. Anschließend leitete er Unión Magdalena im Jahr 1999, bevor er ins Ausland wechselte und Deportivo Quito in Ecuador sowie FC Caracas in Venezuela trainierte. Zurück in Kolumbien übernahm er Atlético Bucaramanga und war Assistent seines Bruders bei der kolumbianischen Nationalmannschaft während der Fußball-Weltmeisterschaft 1998 in Frankreich sowie bei Ecuador in der Qualifikation und bei der Fußball-Weltmeisterschaft 2002 in Südkorea und Japan. Außerdem war er in der Nationalmannschaft Guatemalas tätig. Im Jahr 2008 war er erneut Trainer von Atlético Nacional aus Medellín und kehrte 2013 und 2014 zurück, um Teil eines Nachwuchsprojekts zu sein. Im Jahr 2014 trainierte er die Jaguares de Córdoba.

## Erfolge

### Spieler
Atlético Nacional
- Kolumbianischer Meister: 1981, 1991, 1994

Millonarios
- Kolumbianischer Meister: 1988

### Trainer
Atlético Nacional
- Sieger der Copa Interamericana: 1997
- Sieger der Copa Merconorte: 1998

## Sonstiges
Gabriel Gómez ist der jüngere Bruder von Hernán Darío Gómez, bei dem Gabriel als Co-Trainer für verschiedene Nationalmannschaften tätig war.